# 博爾斯 (密蘇里州)
博爾斯（英語：Boles）是位於美國密蘇里州富蘭克林縣的非建制地區。

## 歷史
博爾斯的郵局於1864年設立，其後於1939年停運。

## 地理
博爾斯所處的海拔為高於海平面149米（即489英呎），而該地所採用的時區為UTC-6，即北美中部時區（CST）。同時該地設有夏令時間，為UTC-6調快一小時，即UTC-5（CDT）。